# Rafa koralowa Nowej Kaledonii
Rafa koralowa Nowej Kaledonii – rafa koralowa położona w Nowej Kaledonii na południowym Pacyfiku. Jest to druga najdłuższa i trzecia pod względem wielkości rafa na świecie. W 2008 roku została wpisana na listę światowego dziedzictwa UNESCO.

## Położenie
Rafa położona jest na Morzu Koralowym. Otacza ona wyspę Nowa Kaledonia, Île des Pins oraz kilka mniejszych wysp. Jej długość wynosi 1500 km. Rafa otacza lagunę o powierzchni 24 000 km².

## Fauna
Na terenie rafy odnotowano występowanie 2328 gatunków ryb. Jest ona również domem dla wielu gatunków zagrożonych m.in.: diugonia przybrzeżnego oraz żółwia jadalnego.